# Unibos
Unibos (oder Versus de Unibove) ist ein mittellateinisches Kleinepos, das im 10. oder 11. Jahrhundert im belgisch-niederländischen Raum von einem unbekannten Dichter geschaffen wurde. 
Es wurde von Jacob Grimm in einer Handschrift des 11. Jahrhunderts entdeckt. Das Werk, das viele volksläufige Erzählmotive verbindet, dürfte der Unterhaltung eines gebildeten, geistlichen Publikums gedient haben. Es besteht aus 216 vierzeiligen Strophen. 

## Inhalt
Das Werk erzählt von der Auseinandersetzung des armen Bauern Unibos, der nur einen Ochsen besitzt (deshalb Unibos  „Einochs“ genannt), mit den reichen und mächtigen Dorfoberen, dem Vogt (prepositus), dem Dorfvorsteher (ville maior) und dem Dorfpriester (templi sacerdos). 
Bei der Rückkehr vom städtischen Markt, wo er für die Haut seines plötzlich verendeten Ochsen nur einen Spottpreis erzielte, entdeckt Unibos zufällig einen großen Schatz an Silbermünzen. Als die Dorfoberen nach der Herkunft seines plötzlichen Reichtums fragen, erzählt er ihnen, dass er für das Fell seines Ochsen so viel Geld erhalten habe. Sie töten sofort ihre Ochsen, werden auf dem Markt aber wegen ihrer maßlosen Preisforderungen mit Schimpf und Schande verjagt. Die auf Rache sinnenden Rückkehrer überrascht Unibos mit dem vorgespiegelten Tod seiner Frau, die er mit einer angeblichen Zauberflöte wieder zum Leben und neuer Jugendlichkeit erweckt. Die drei kaufen ihm die Flöte ab, töten ihre Frauen, scheitern aber beim Versuch diese wiederzuerwecken. Als sie Unibos nun töten wollen, gelingt es diesem ein drittes Mal, sie mit einem neuen Wunder, einer statt Kot Silbermünzen von sich gebenden Stute, zu verblenden. Sie kaufen ihm die Stute ab und versuchen einer nach dem anderen vergeblich, ihr Münzen zu entlocken. Unibos soll jetzt endgültig sterben. 
Nach seinem Wunsch soll er, in ein Fass eingeschlossen, im Meer versenkt werden. Am Meeresufer angelangt, schlägt Unibos ihnen vor, sein letztes Geld im Wirtshaus zu vertrinken. Einen mit seiner Herde vorbeiziehenden Schweinehirten veranlasst er, unter Vorspiegelung reicher Belohnung, mit ihm den Platz im Fass zu tauschen und entkommt mit den Schweinen. Drei Tage nach seinem angeblichen Tod erscheint Unibos mit der Schweineherde im Dorf. Weil er den Besitz der Herde mit dem Reichtum an Schweinen auf dem Meeresgrund erklärt, stürzen sich seine drei Widersacher gierig nach Schweinen ins Meer. 

## Ausgaben
- Jakob Grimm (mit Andreas Schmeller). In: Lateinische Gedichte des X. und XI. Jh. Göttingen 1838. S. 354–383.
- Paul van de Woestijne, De Klucht van boer Eenos naar een Latijnisch gedicht uit de 11e eeuw Versus de Unibove. Antwerpen 1944 (mit niederländischer Übersetzung).
- Karl Langosch: Waltharius, Ruodlieb, Märchenepen. Berlin 1956, S. 252–305 (mit deutscher Übersetzung).
- Andries.Welkenhuysen, Het Lied van boer Eenos. Leuven 1975. In: Syrinx-reeks (mit niederländischer Übersetzung).
- Thomas A.-P. Klein, Versus de Unibove. Neuedition mit kritischem Kommentar. In: Studi Medievali, ser. III 32, Spoleto 1991, S. 843–86.